# Лінден (Техас)
Лінден (англ. Linden) — місто (англ. city) в США, в окрузі Кесс штату Техас. Населення — 1825 осіб (2020).

## Географія
Лінден розташований за координатами 33°0′39″ пн. ш. 94°21′45″ зх. д. / 33.01083° пн. ш. 94.36250° зх. д. (33.010954, -94.362628).  За даними Бюро перепису населення США в 2010 році місто мало площу 9,14 км², уся площа — суходіл.

## Демографія
Згідно з переписом 2010 року, у місті мешкало 1988 осіб у 840 домогосподарствах у складі 515 родин. Густота населення становила 217 осіб/км².  Було 997 помешкань (109/км²).
Расовий склад населення:
| - 73,7 % — білих - 21,0 % — чорних або афроамериканців - 0,5 % — корінних американців - 0,5 % — азіатів - 2,5 % — осіб інших рас |

До двох чи більше рас належало 1,8 %. Частка іспаномовних становила 5,7 % від усіх жителів.
За віковим діапазоном населення розподілялося таким чином: 20,8 % — особи молодші 18 років, 56,5 % — особи у віці 18—64 років, 22,7 % — особи у віці 65 років та старші. Медіана віку мешканця становила 43,9 року. На 100 осіб жіночої статі у місті припадало 90,1 чоловіків;  на 100 жінок у віці від 18 років та старших — 86,8 чоловіків також старших 18 років.
Середній дохід на одне домашнє господарство  становив 36 743 долари США (медіана — 25 690), а середній дохід на одну сім'ю — 48 708 доларів (медіана — 40 375). Медіана доходів становила 41 417 доларів для чоловіків та 24 577 доларів для жінок. За межею бідності перебувало 27,4 % осіб, у тому числі 42,0 % дітей у віці до 18 років та 7,5 % осіб у віці 65 років та старших.
Цивільне працевлаштоване населення становило 661 особа. Основні галузі зайнятості: роздрібна торгівля — 26,0 %, освіта, охорона здоров'я та соціальна допомога — 26,0 %, будівництво — 7,3 %, публічна адміністрація — 6,4 %.